# Hjalmar Eriksson
Erik Hjalmar Eriksson, född den 25 september 1895 i Nora bergsförsamling, död den 5 maj 1973 i Nol, var en svensk gruvarbetare och författare.

## Biografi
Eriksson var gruvarbetare i Grängesberg i nära femtio år. I sitt författarskap gestaltade han underjordsarbetarnas arbetsliv, byggt på egna erfarenheter. Han kombinerade i sina realistiska romaner kärvt manliga porträtt med kulturhistoriskt intressanta skildringar av kvinnornas och familjelivets tillvaro.